# Stadtpolizei

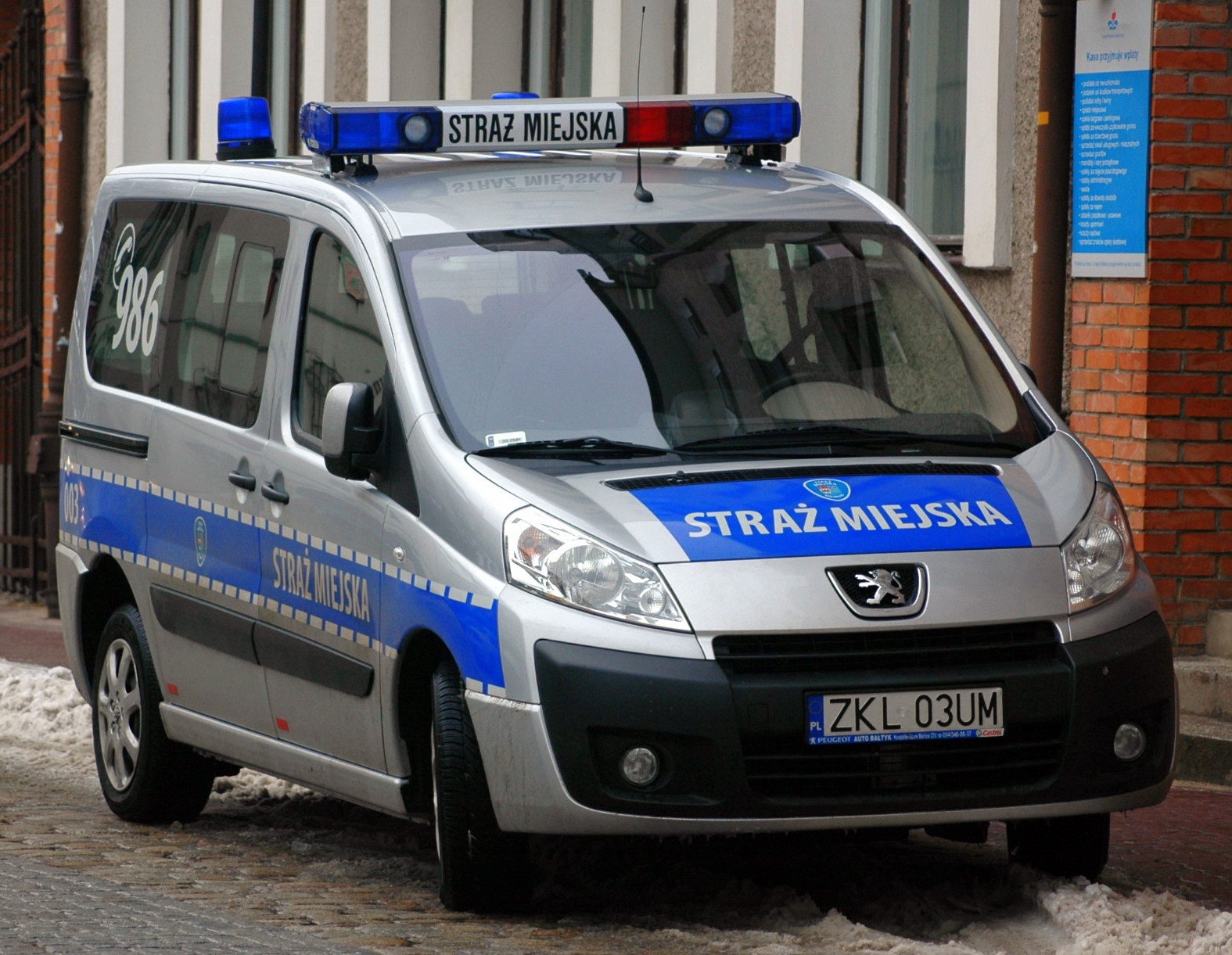
Kołobrzeg – Straż Miejska

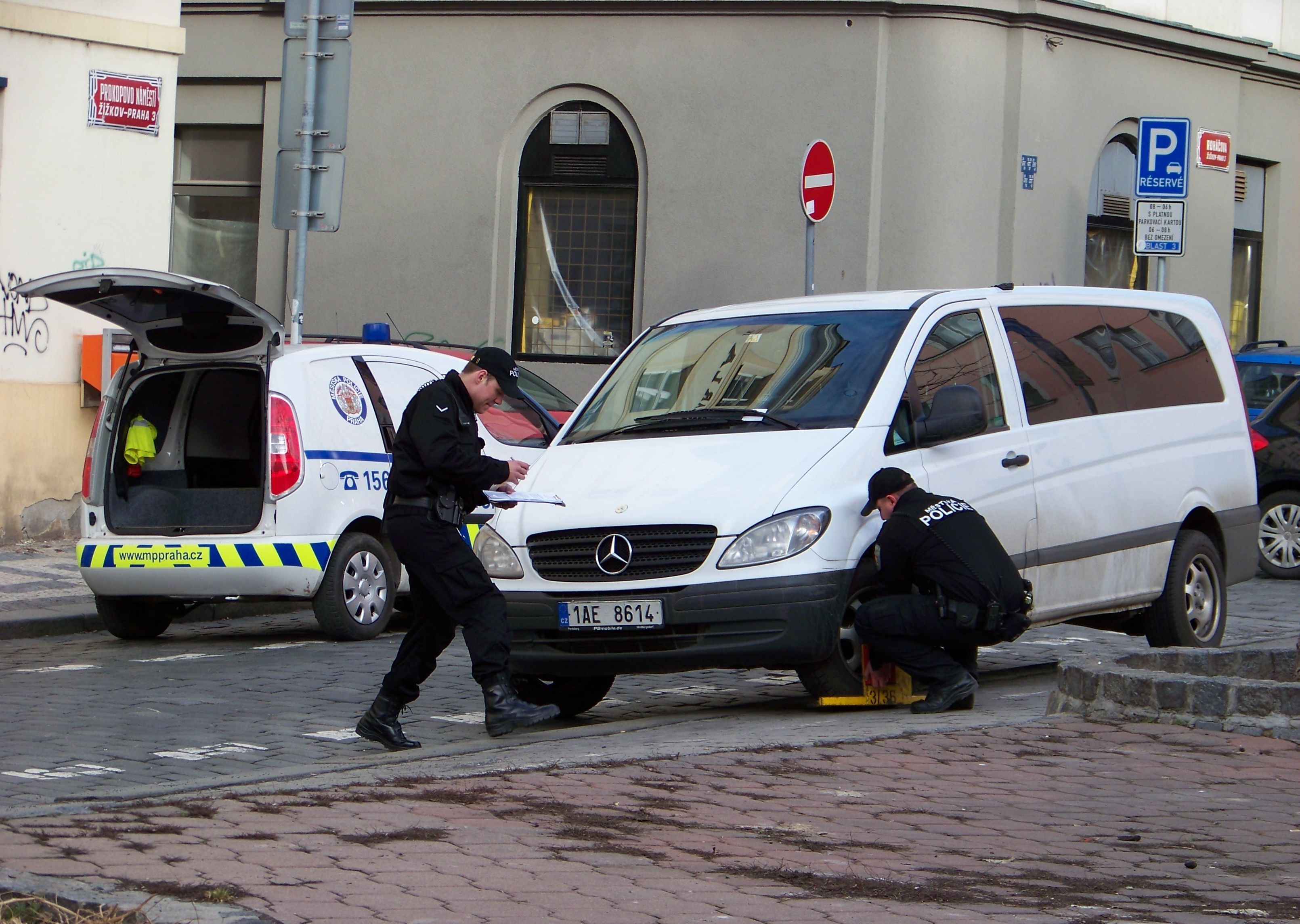
Stadtpolizei Prag benutzt eine Autokralle

Eine Stadtpolizei, Kommunalpolizei oder Gemeindepolizei ist eine kommunale Einrichtung, die, je nach Land unterschiedlich ausgeprägt, polizeiliche Aufgaben wahrnimmt.
In vielen Nationen der Erde liegt die Zuständigkeit für polizeiliche Aufgaben auch bei den Verwaltungen der Städte und Gemeinden, die dann häufig über eigene uniformierte Polizeikräfte verfügen. Meist setzen sie Gemeinderecht, gelegentlich auch übergeordnetes Recht, um. Solche Polizeikräfte treten im Stadtbild oft sehr sichtbar in Erscheinung, weil sie in der Regel für ordnungs- und verkehrspolizeiliche Belange im Stadt- bzw. Gemeindegebiet zuständig sind.
In den meisten Staaten gibt es einheitliche Gesetze und Vorschriften, die den Rahmen der polizeilichen Zuständigkeit der Kommunen regeln und eine gewisse Normierung in der Polizeiorganisation gewährleisten. Gerade in Äußerlichkeiten (etwa der Uniform) können sich die Polizeien einzelner Gemeinden in ein und demselben Land trotzdem stark unterscheiden. Klassische Beispiele sind die italienische Polizia Municipale, die spanische Policía Local oder die schweizerische Gemeindepolizei.
Historisch gab es auch in Deutschland noch in der jüngeren Vergangenheit eigene Polizeikräfte der Gemeindeämter. Auch in neuester Zeit sind im Rahmen von Reformen des Kommunalrechts in einzelnen Bundesländern wieder Stadt- oder Kommunalpolizeien entstanden, die der kommunalen Verwaltung einer Gemeinde unterstehen.

## Deutschland
Der Begriff „Stadtpolizei“ lässt sich auf zweierlei Arten verstehen:
- als allgemeiner schutz- und kriminalpolizeilicher Vollzugsdienst („Vollzugspolizei“) einer Stadt. Eine Stadtpolizei in diesem Sinn gibt es nurmehr in Bremerhaven unter der Bezeichnung Ortspolizeibehörde (§ 136 BremPolG).[1]
- als ordnungsbehördlicher Vollzugsdienst einer Stadt. Eine Stadtpolizei in diesem Sinn gibt es faktisch in allen größeren Städten, jedoch fast ausschließlich in hessischen Städten unter dieser Bezeichnung (z. B. Stadtpolizei Frankfurt am Main seit 2007; außerhessisches Beispiel: Stadtpolizei Saarlouis[2] seit 2020). Andere Bezeichnungen sind Kommunaler Ordnungsdienst (KOD), Kommunaler Außendienst (KAD), Gemeindevollzugsdienst (GVD) und dergleichen.

### Allgemeines
Vor der Reform des Polizeiwesens in der Weimarer Republik war die Polizei in den meisten deutschen Bundesstaaten kommunal organisiert, die Schutzmänner waren Angestellte der Gemeinden. Daneben existierten landesweite Polizei- und Gendarmeriebehörden auf Bundesstaatsebene, aus denen nach dem Ersten Weltkrieg die bis heute in Deutschland klassischen Landespolizeien entstanden.
In der Bundesrepublik Deutschland wurden die kommunalen Vollzugspolizeien, die teilweise erst nach 1945 in Abkehr von der Zentralisierung im NS-Staat aufgrund von Vorgaben der westlichen Besatzungsmächte entstanden waren, bis in die 1970er-Jahre verstaatlicht (Ausnahme: Bremen). In der Sowjetischen Besatzungszone bzw. DDR gab es keine kommunalen Polizeien.
In Nordrhein-Westfalen entwickelte sich eine Diskussion, ob für den ordnungsbehördlichen Vollzugsdienst die Bezeichnung Stadtpolizei wieder eingeführt werden sollte. Hintergrund waren Bestrebungen, den kommunalen Ordnungsämtern zu mehr Autorität zu verhelfen und eine geeignete gemeinsame Bezeichnung für den Außendienst dieser Behörden einzuführen. Zudem nehmen die kommunalen Ordnungsbehörden auch in der Praxis immer öfter polizeiliche Aufgaben wahr. Die bundesweit zu beobachtende Aufstockung von städtischen Vollzugsdiensten kann als ein Teil der Neugestaltung der deutschen Polizeien gewertet werden. Da Kommunale Ordnungsdienste (KOD) praktisch als eine Art „Stadtpolizei“ fungieren, kommt es zu einer Diversifizierung der Polizeiarbeit und damit zu einer Umkehr der Vereinheitlichungsbestrebungen der 1970er Jahre im Polizeirecht.
Auch deshalb wird langfristig angestrebt, die teils unstrukturierten Ausbildungen im Kommunalen Ordnungsdienst (KOD) bzw. zum „Ordnungspolizeibeamten“ (Hessen) durch eine 3-jährige Berufsausbildung nach dem Berufsbildungsgesetz (BBiG) zu formen. Ein entsprechender Entwurf existiert seit dem Jahr 2016.
Der jährlich stattfindende Bundeskongress Kommunale Ordnung dient als Austauschplattform für die in Deutschland agierenden Behörden.

#### Tabellarische Übersicht
| Land | Kommunale Vollzugspolizei aufgelöst | Kommunaler ordnungsbehördlicher Vollzugsdienst | Kommunaler ordnungsbehördlicher Vollzugsdienst                                                    |
| Land | Kommunale Vollzugspolizei aufgelöst | Rechtsgrundlage                                | Bezeichnung in den jeweils größten beiden Städten                                                 |
| ---- | ----------------------------------- | ---------------------------------------------- | ------------------------------------------------------------------------------------------------- |
| BW   | 1973 (Stuttgart)                    | PolG, § 125                                    | Stuttgart: Städtischer Vollzugsdienst Mannheim: Ordnungs- und Servicedienst                       |
| BY   | 1975 (München)                      | LStVG                                          | München: Kommunaler Außendienst Nürnberg: Kommunaler Außendienst                                  |
| BB   |                                     | OBG                                            | Potsdam: Inspektionsaußendienst Cottbus: Vollzugsdienst                                           |
| HB   | 1999 (Bremen, nicht Bremerhaven)    | BremPolG, § 129                                | Bremen: Ordnungsdienst Bremerhaven: Ordnungsdienst                                                |
| HE   | 1974 (kreisfr. Städte)              | HSOG, § 99 HSOG-DVO, §§ 10-13                  | Frankfurt am Main: Stadtpolizei Wiesbaden: Stadtpolizei                                           |
| MV   |                                     | SOG MV                                         | Rostock: Kommunaler Ordnungsdienst Schwerin: Kommunaler Ordnungsdienst                            |
| NI   | 1951                                | NPOG                                           | Hannover: Städtischer Ordnungsdienst Braunschweig: Zentraler Ordnungsdienst                       |
| NW   | 1953                                | OBG                                            | Köln: Ordnungsdienst Düsseldorf: Ordnungs- und Servicedienst                                      |
| RP   | 1947                                | POG, §§ 109, 110 KomVollzBV                    | Mainz: Zentraler Vollzugs- und Ermittlungsdienst Ludwigshafen am Rhein: Kommunaler Vollzugsdienst |
| SL   | 1946                                | SPolG                                          | Saarbrücken: (beim Ordnungsamt) Neunkirchen: Zentraler Außen- und Ermittlungsdienst               |
| SN   |                                     | SächsPBG, § 9 VollzBedVO                       | Leipzig: Stadtordnungsdienst Dresden: Gemeindlicher Vollzugsdienst                                |
| ST   |                                     | SOG LSA                                        | Halle: (beim Ordnungsamt) Magdeburg: Ordnungsamtlicher Außendienst                                |
| SH   | 1947                                | LVwG                                           | Kiel: Kommunaler Ordnungsdienst Lübeck: Kommunaler Ordnungsdienst                                 |
| TH   |                                     | OBG, § 8 VollzDKrV                             | Erfurt: Stadtordnungsdienst Jena: Zentraler Ermittlungs- und Vollzugsdienst                       |

Die Bezeichnung des ordnungsbehördlichen Vollzugsdienstes deckt sich nicht notwendig mit der Beschriftung von Uniformen und Fahrzeugen. Bisweilen findet auch noch eine Differenzierung zwischen allgemeinem Ordnungsdienst und Verkehrsüberwachung statt. In Berlin und Hamburg, wo es keine Gemeinden gibt, ist der ordnungsbehördliche Vollzugsdienst auf Landes- bzw. Bezirksebene angesiedelt.

### Baden-Württemberg

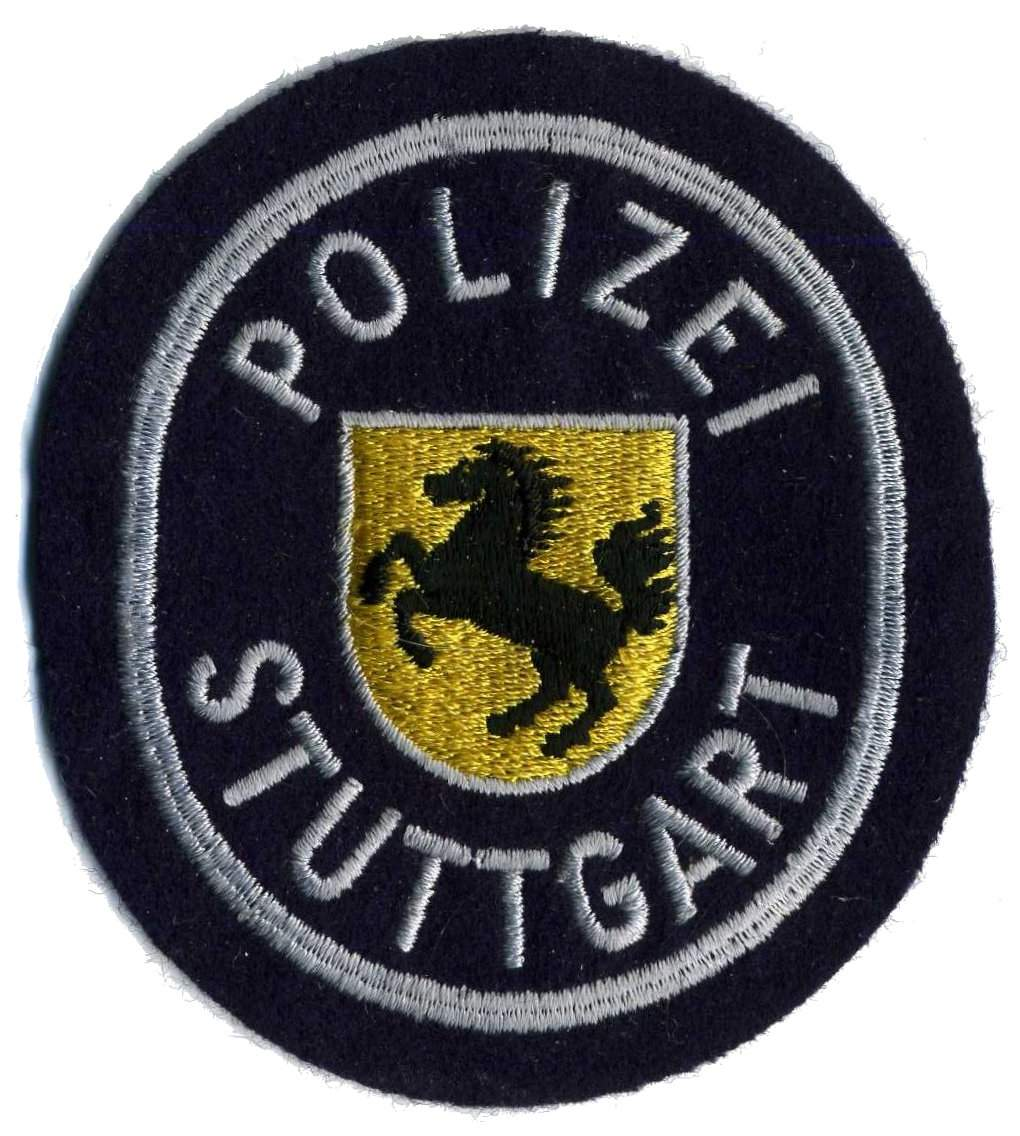
Abzeichen der Stadtpolizei Stuttgart

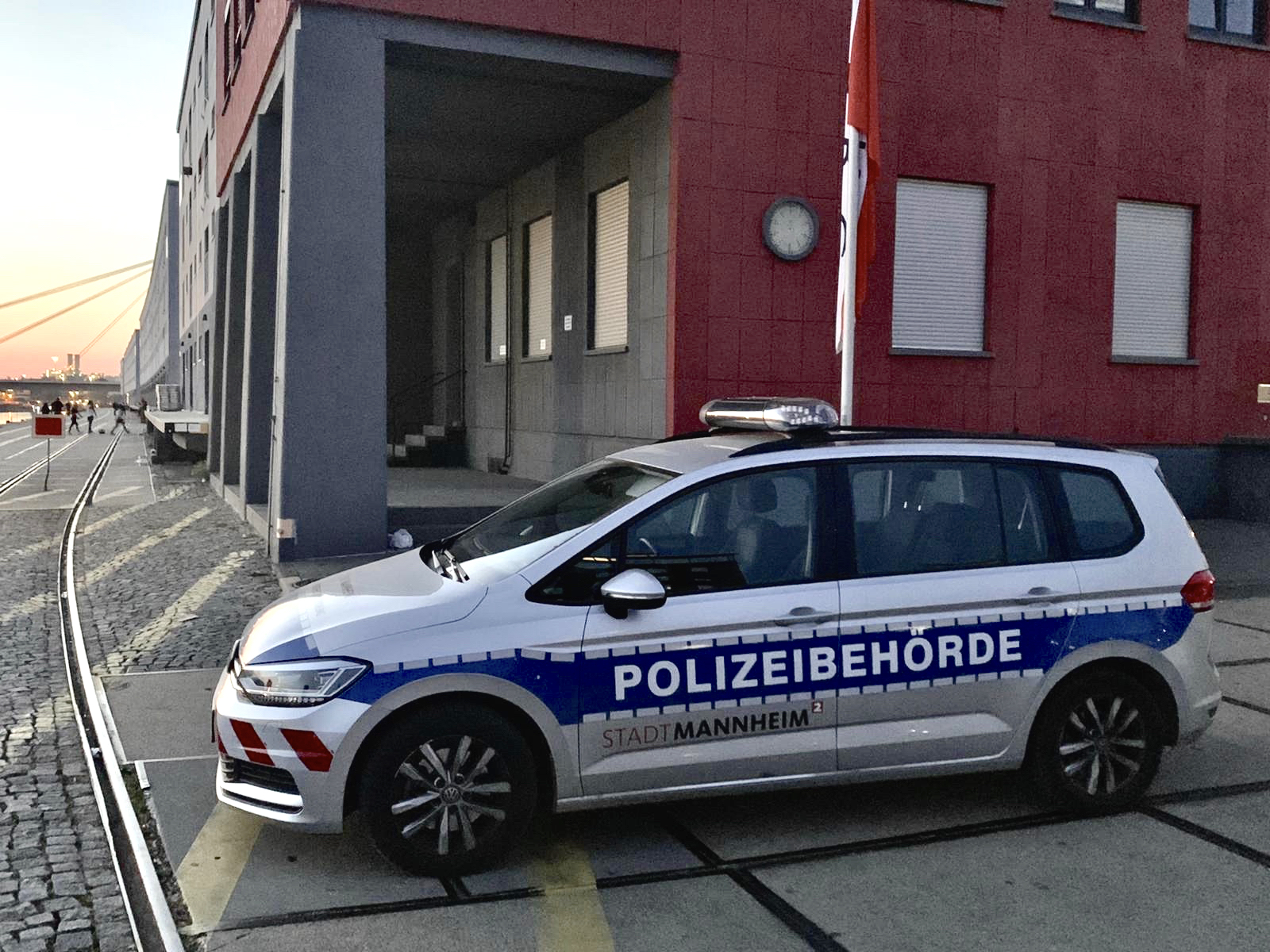
Streifenwagen der Polizeibehörde Mannheim

Bis in die 1970er Jahre gab es in einigen großen Städten in Baden-Württemberg, so zum Beispiel in Karlsruhe, Mannheim und Stuttgart, neben der Landespolizei jeweils eine Stadtpolizei. Als letzte baden-württembergische Gemeindepolizei wurde 1973 die Stadtpolizei Stuttgart verstaatlicht.
In Baden-Württemberg haben die Angehörigen des Gemeindevollzugsdienstes den Status eines Polizeibeamten im Rahmen ihnen übertragener Aufgaben (§ 125 PolG). Dieser Status erlaubt beispielsweise das Ahnden von Ordnungswidrigkeiten, die Durchsuchung von Personen und Gegenständen, das Erteilen von Platzverweisen und die Anwendung unmittelbaren Zwangs. Daneben können die Mitarbeiter zu Ermittlungspersonen der Staatsanwaltschaft ernannt werden, was sie u. a. zur Erhebung von Sicherheitsleistungen berechtigt.
Die Aufgaben für den Gemeindevollzugsdienst können sehr weitreichend sein und ergeben sich u. a. aus denen, die der Ortspolizeibehörde unmittelbar übertragen sind bzw. durch das Regierungspräsidium genehmigt wurden. Die Aufgabenübertragung des Gemeindevollzugsdienstes ergibt sich u. a. aus § 31 DVO Polizeigesetz BW und führt damit zu einer sachlichen Zuständigkeit etwa bei Ruhestörungen, belästigenden Verhaltensweisen durch Trunkenheit oder sogenanntem aggressiven Betteln.
Eine in Baden-Württemberg häufig gebräuchliche Bezeichnung für den Gemeindevollzugsdienst, insbesondere wenn er mit weitreichenden polizeilichen Befugnissen ausgestattet ist, ist Kommunaler Ordnungsdienst (KOD). Die meisten dieser Dienste führen zusätzlich die Bezeichnung Polizeibehörde, da sie nach § 60 PolG BW polizeiliche Aufgaben wahrnehmen bzw. als Ortspolizeibehörde örtlich zuständig sind. Insbesondere in den baden-württembergischen Großstädten agieren KODs als eine Art neuer Stadtpolizei.
Auf Grund der rechtlichen Stellung sind KODs in Baden-Württemberg nach § 55 Abs. 1 WaffG von waffenrechtlichen Reglementierungen ausgenommen. Die Dienste führen regelmäßig Einsatzstöcke, Reizstoffsprühgeräte und Handschließen mit sich. In Stuttgart werden außerdem Schusswaffen geführt.
Seit 2014 existiert an der Verwaltungsschule Karlsruhe ein einjähriger Sonderlehrgang für angehende KOD-Kräfte, an der nahezu alle größeren Kommunen partizipieren.

### Bayern

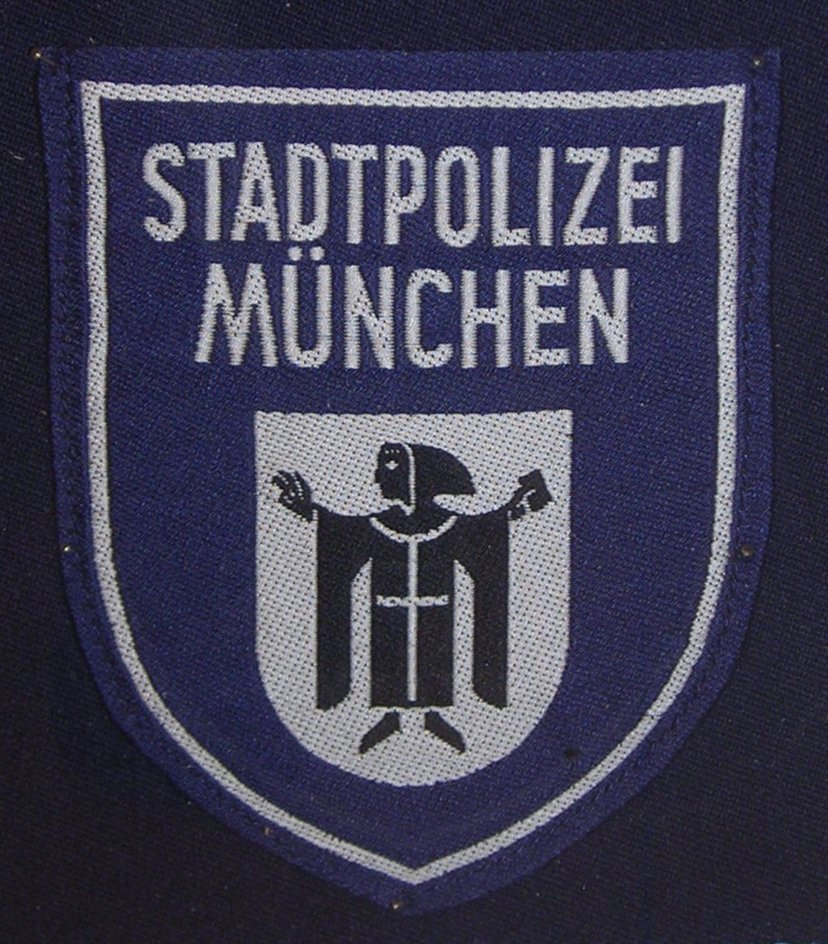
Abzeichen der Stadtpolizei München

Mit Befehl vom 21. Januar 1946 wurden in den Ländern der amerikanischen Besatzungszone „Landpolizei(en) auf Basis des Landes“ errichtet. Demgemäß konnten in Bayern in Kommunen mit mehr als 5000 Einwohnern kommunale Polizeien eingerichtet werden. Dies wurde dann entsprechend im bayerischen Polizeiorganisationsgesetz von 1952 geregelt. Da es sich bei diesen Kommunen in fast allen Fällen um Städte handelte, lautete deren Bezeichnung entsprechend Stadtpolizei (Ausnahme: Gemeindepolizei, z. B. in Garmisch-Partenkirchen). Die kommunale Stadtpolizei München war z. B. für das gesamte Stadtgebiet Münchens zuständig. Die Dienststellen der bayerischen Stadtpolizeien wurden in den 1960er und 1970er Jahren in die Bayerische Landespolizei überführt. Zuletzt wurde zum 1. Oktober 1975 die Stadtpolizei der Landeshauptstadt München in das Polizeipräsidium München überführt.
Seit 2018 existiert mit dem Kommunalen Außendienst zumindest in München (KAD) und Nürnberg (ADN) wieder eine Art Stadtpolizei.

### Bremen
Im Land Bremen wurden polizeiliche Aufgaben nach 1945 überwiegend von den Gemeinden als Auftragsangelegenheit des Landes im Einheitssystem wahrgenommen; dazu bestand in der Stadtgemeinde Bremen das Stadt- und Polizeiamt, in der Stadtgemeinde Bremerhaven die Ortspolizeibehörde.
In der Stadtgemeinde Bremen wurden 1990/91 die ordnungsbehördlichen Aufgaben dem Stadtamt (später Ordnungsamt), die vollzugspolizeilichen Aufgaben dem Polizeipräsidium übertragen; 1998/99 gingen Letztere dort auf die (Landes-) Polizei Bremen über.
In der Stadtgemeinde Bremerhaven liegen die vollzugspolizeilichen Aufgaben bis heute weiterhin überwiegend bei der Ortspolizeibehörde (Ausnahme z. B. Wasserschutzpolizei). Für die ordnungsbehördlichen Aufgaben (ehemals Verwaltungspolizei) wurde 2006 das Bürger- und Ordnungsamt eingerichtet, so dass ganz Bremen seitdem eher dem Trennungssystem zuzurechnen ist. Beide Bereiche sind in Bremerhaven dem Oberbürgermeister zugeordnet (Ortspolizeibehörde im gesetzlichen Sinn; § 128 Abs. 2 Nr. 2, § 136 BremPolG).
In beiden Stadtgemeinden fungiert als ordnungsbehördlicher Vollzugsdienst je ein kommunaler Ordnungsdienst (§ 129 BremPolG).

### Hessen

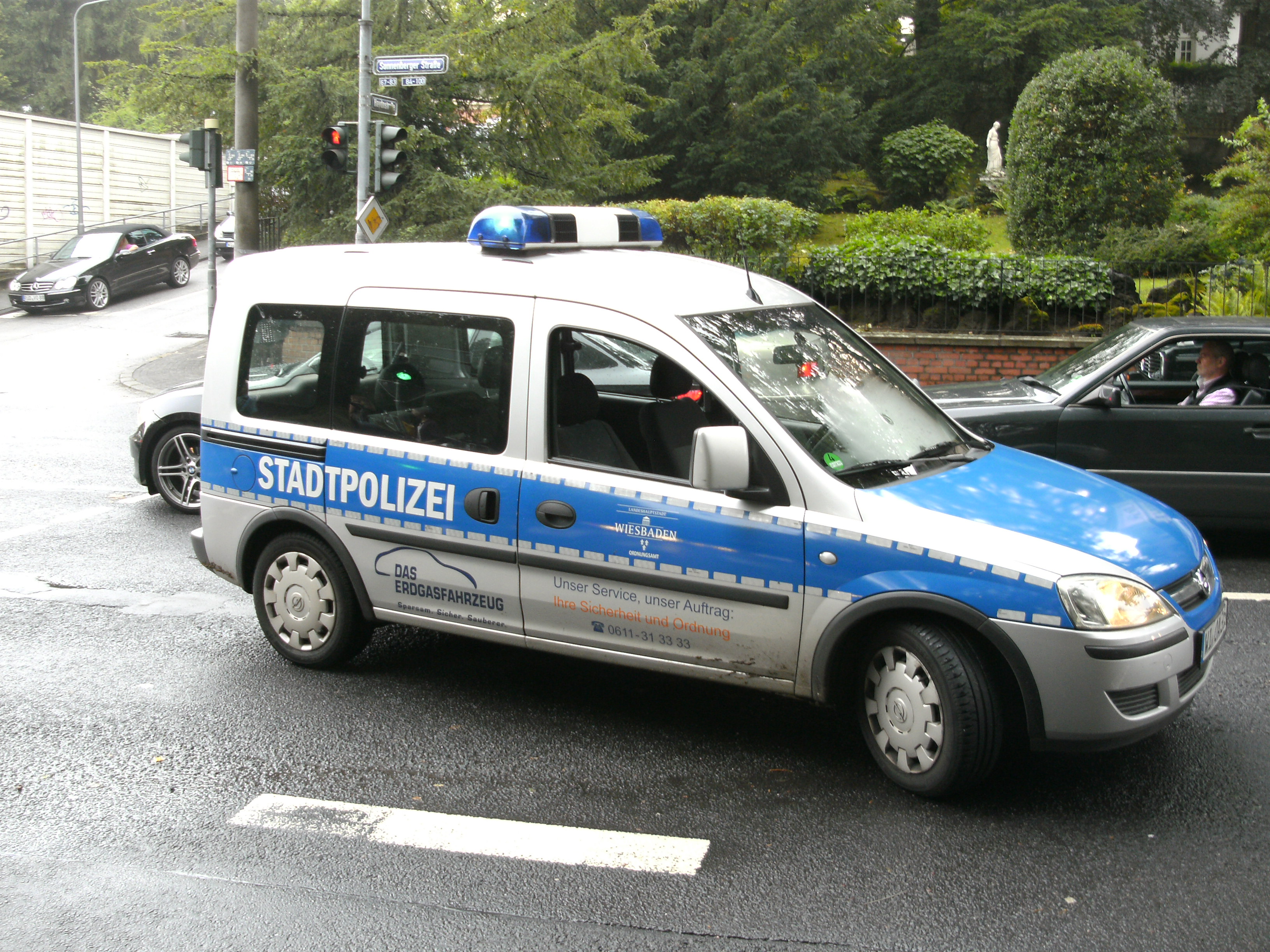
Dienstfahrzeug der Stadtpolizei Wiesbaden

Die Verstaatlichung der Vollzugspolizei wurde in Hessen 1974 abgeschlossen.
Nach einer Änderung des Hessischen Sicherheits- und Ordnungsgesetzes Ende 2004 wurde den Gemeindebediensteten, die als Hilfspolizeibeamte beliehen sind, gestattet, sich Ordnungspolizeibeamter zu nennen. Als Bezeichnung der Behörde wurde daher Ordnungspolizei eingeführt. Organisatorisch ist die Ordnungspolizei in manchen Kommunen dem Ordnungsamt angegliedert. Die Polizisten der Städte und Gemeinden sind im Rahmen ihrer Aufgaben Polizeivollzugsbeamten gleichgestellt.
Besonders in Frankfurt am Main und Darmstadt kam es jedoch zu Protesten gegen die Namensgebung, da der Begriff Ordnungspolizei im Nationalsozialismus für eine Organisationsform der Polizei verwendet worden war. Die Bezeichnung wurden deshalb 2007 in Frankfurt in Stadtpolizei, in Darmstadt in Kommunalpolizei geändert. Weitere Städte entschieden sich für Stadtpolizei, so die kreisfreien Städte Offenbach am Main (2009?), Wiesbaden (2010), Kassel (2020) und schließlich auch Darmstadt (2021; Stadtpolizei Darmstadt).
Kleinere Gemeinden in Hessen verwenden jedoch weiterhin Begriffe wie Ordnungs-, Kommunal- oder Ortspolizei.
Nach einer Stellungnahme des hessischen Innenministeriums von 2007 ist die Bezeichnung „Stadtpolizei“ mangels gesetzlicher Regelung zulässig, nicht aber die Bestellung zum „Stadtpolizeibeamten“; die gesetzliche Vorgabe lautet insofern „Hilfspolizeibeamter“ oder „Ordnungspolizeibeamter“. Hierbei handelt es sich in der Regel nicht um Beamte im statusrechtlichen Sinn, sondern um Angestellte im öffentlichen Dienst. Statusmäßige Beamte im kommunalen Vollzugsdienst tragen mitunter noch die Amtsbezeichnungen Feldschutzmeister (A 6) bis Feldschutzoberkommissar (A 10).
Die Stadtpolizei Frankfurt am Main gilt als bundesweiter Vorreiter, was Aufgabenbreite, Ausbildungs- und Ausrüstungsstandards angeht.

### Nordrhein-Westfalen
Die Vollzugspolizei wurde in Nordrhein-Westfalen 1953 verstaatlicht.
In Nordrhein-Westfalen wurde ebenfalls über die Bezeichnung Stadtpolizei nachgedacht, da viele Gemeinden bereits uniformiert Vollzugsaufgaben aus ihrem Bereich wahrnehmen. Oft wird dieser Außendienst Kommunaler Ordnungsdienst genannt. Die entsprechende Gesetzesvorschrift ist noch nicht geändert. Deswegen wird weiterhin die alte Bezeichnung verwendet.

### Sachsen
Nach dem Sächsischen Polizeigesetz sind die Gemeinden Ortspolizeibehörden (§ 1 Abs. 1 Nr. 4 SächsPBG). Bereits seit 1991 sind die Gemeinden durch eine Rechtsverordnung des Innenministeriums ermächtigt, polizeiliche Vollzugsaufgaben auf gemeindliche Vollzugsbedienstete zu übertragen. Bis 2016 verwendeten diese aber nach außen hin nicht die Bezeichnung „Polizei“, sondern traten schlicht als „Ordnungsamt“ auf. In Dresden und Chemnitz verwendet der gemeindliche Vollzugsdienst der Ordnungsämter seit 2016 auf Fahrzeugen und Uniformen die Bezeichnung „Polizeibehörde“. In Dresden unterhält sie eine besondere Einsatzgruppe, die auch in den Wochenendnächten im Dienst ist. In beiden Städten sind die kommunalen Ordnungshüter mit Schlagstöcken, in Dresden sogar teilweise mit Schreckschuss- oder Pfefferballwaffen ausgerüstet. Das Leipziger Ordnungsamt zog mit einer entsprechenden Umfirmierung im Jahr 2018 nach.

## Schweiz

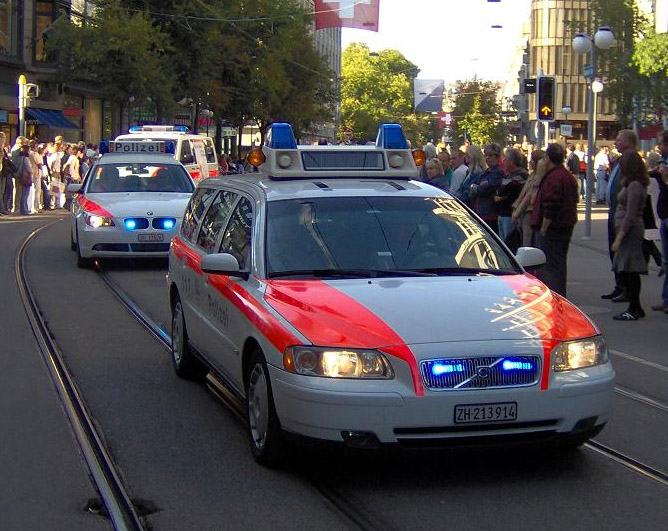
Streifenfahrzeuge der Stadtpolizei Zürich

Die Aufgaben der uniformierten Polizeiorgane werden in der Schweiz von der Kantons- und der Gemeinde- oder Stadtpolizei wahrgenommen. Sie untersteht i. d. R. einem kommunalen Sicherheits- oder Polizeidepartement.
Die grösste Stadtpolizei der Schweiz ist die Stadtpolizei Zürich. Weitere Stadtpolizeien mit erweiterten Polizeikompetenzen sind Lausanne, Baden, St. Gallen und Lugano sowie die Stadtpolizei Winterthur. Die Stadtpolizeien von Lausanne, Winterthur und Zürich setzen eigene Kriminal- oder Ermittlungsdienste ein.

### Polizeireformen
Kanton Aargau: Zu Beginn des neuen Jahrtausends bildete die Aargauer Regierung Regionalpolizeien, in deren Zentrum jeweils ehemalige Stadt- oder Gemeindepolizeien stehen: Aarau, Baden, Brugg, Bremgarten, Frick, Klingnau, Lenzburg, Muri, Rheinfelden, Reinach, Seengen, Untersiggenthal, Wettingen, Wohlen und Zofingen. Dazu kommt der Polizeiverbund Suret und die komplett neu geschaffene Regionalpolizei Rohrdorferberg.
Kanton Bern: Mit einer Volksabstimmung vom 11. März 2007 beschloss das Berner Volk, auf den 1. Januar 2008 die Stadtpolizei Bern ins kantonale Polizeikorps zu integrieren. Die 2007 beschlossene Integration aller kommunalen Polizeikorps in die Kantonspolizei Bern wurde bis 2011 vollständig umgesetzt. Seither existieren im gesamten Kanton keine eigenständigen Stadt- oder Gemeindepolizeien mehr; sämtliche Standorte sind organisatorisch Teil der Kantonspolizei Bern.
Kanton Graubünden: Im grossflächigen, stark kompartimentierten Kanton hat die kommunale Autonomie eine hohe Bedeutung und so auch die binnenkantonale Polizeihoheit. Bündner Stadtpolizeien: Chur, St. Moritz und Arosa.

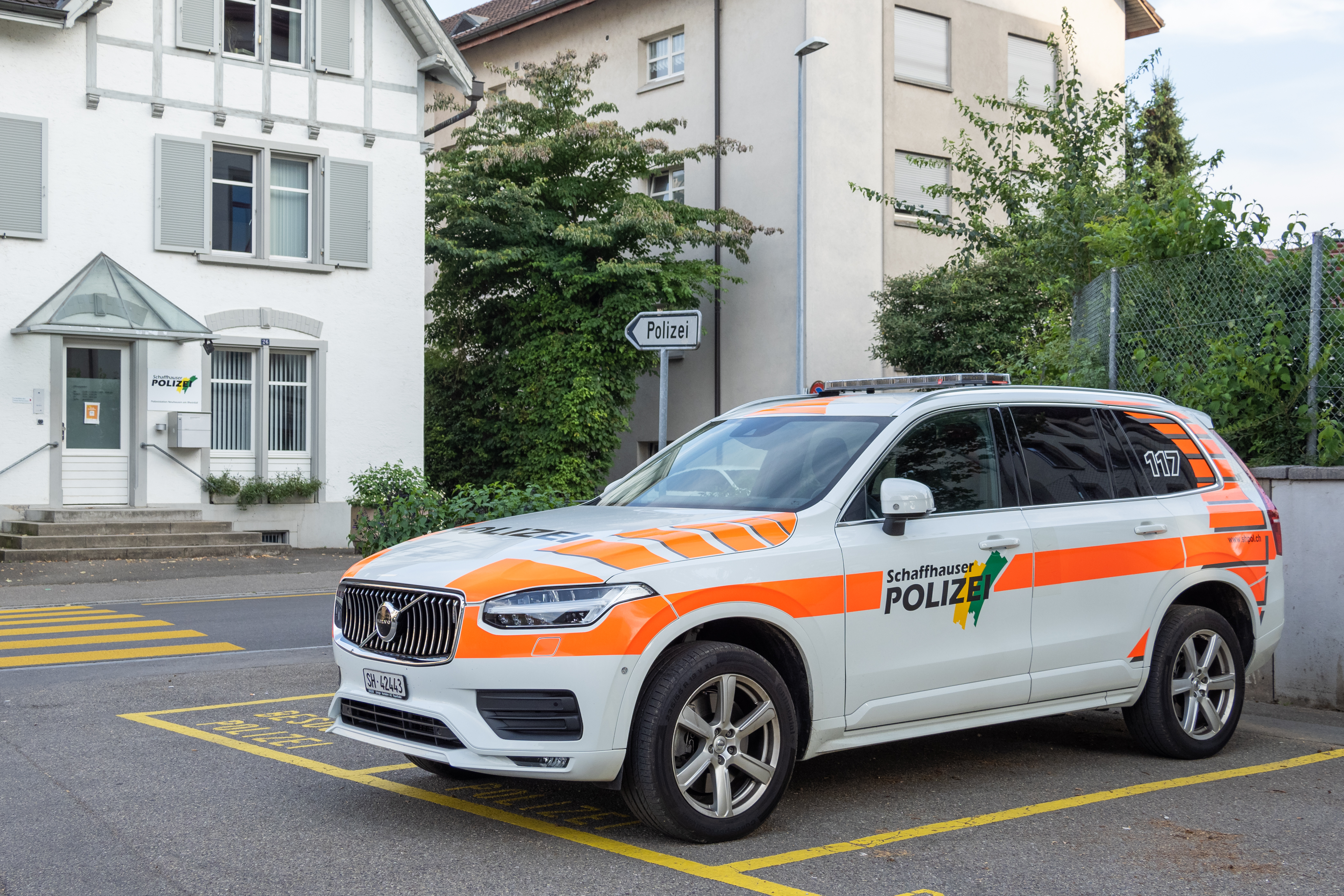
Schaffhauser Polizei in Neuhausen

Kanton Schaffhausen: Im Kanton Schaffhausen gab es bis 2002 eine Stadtpolizei in den Städten Schaffhausen, Neuhausen am Rheinfall und Stein am Rhein. Ab 2002 wurden die Stadtpolizeien Schaffhausen und Neuhausen mit der damaligen Kantonspolizei Schaffhausen zur Schaffhauser Polizei fusioniert. Die Stadtpolizei Schaffhausen gibt es jedoch weiterhin. Sie nimmt kommunalpolizeiliche Aufgaben wahr. Die Stadtpolizei Stein am Rhein ist weiterhin eigenständig und mit zwei Polizisten auch das wahrscheinlich kleinste Polizeikorps in der Schweiz.
Kanton Solothurn: Seit 2005 beschäftigte die Forderung nach einer Einheitspolizei die Regierung. Von dieser Idee wurde 2009 Abstand genommen, die Städte wollten ihre Polizeikompetenzen nicht abtreten. Ab Januar 2010 wird die Kantonalsolothurner Polizeiführung zwar gestrafft, die Stadtpolizeikorps Solothurn, Grenchen und Olten bleiben bestehen.
Kanton Tessin: Lugano, Locarno, Bellinzona und mehrere Gemeinden haben eigene Korps.
Kanton Neuenburg: Die Stadtpolizei Neuenburg wurde 2014 in das kantonale Polizeikorps (Police neuchâteloise) integriert, womit im gesamten Kanton nur noch eine einzige Polizeiorganisation besteht. Zuvor waren bereits die Stadtkorps von Le Locle und La Chaux-de-Fonds eingegliedert worden.
Kanton Waadt: Die Waadtländer Abstimmung zur Schaffung einer Einheitspolizei vom 27. September 2009 scheiterte: Der binnenkantonale Polizeiföderalismus wird zwar reorganisiert, die kommunalen Polizeikompetenzen bleiben jedoch weitgehend bestehen. Das bedeutendste Korps führt die Lausanne. Weitere Waadtländer Korps sind die Stadtpolizeien Yverdon, Montreux und Morges.
Kanton Wallis: Im zergliederten Bergkanton existieren zahlreiche Gemeindepolizeien. Städtische Korps sind Sitten (Sion), Martigny, Siders (Sierre) und Brig.
Kanton Zürich: 2001 verwarf der Souverän die Schaffung einer Einheitspolizei. Seither wirken neben der Kantonspolizei im Wesentlichen die Stadtpolizei Zürich sowie die Stadtpolizei Winterthur nach Maßgabe des Polizeiorganisationsgesetzes aus dem Jahr 2006. Zudem arbeiten rund vierzig weitere Stadt- und Gemeindepolizeien, darunter etwa diejenige von Uster auf ihren kommunalen Hoheitsgebieten.
Die genaue Anzahl konstituierter Schweizer Stadt- und Gemeindepolizeien kann nicht genannt werden, zu verschieden sind die Regelwerke und Organisationen. Tatsache ist jedoch, dass die Schweizerische Vereinigung städtischer Polizeichefs rund hundert Mitglieder zählt.

## Österreich

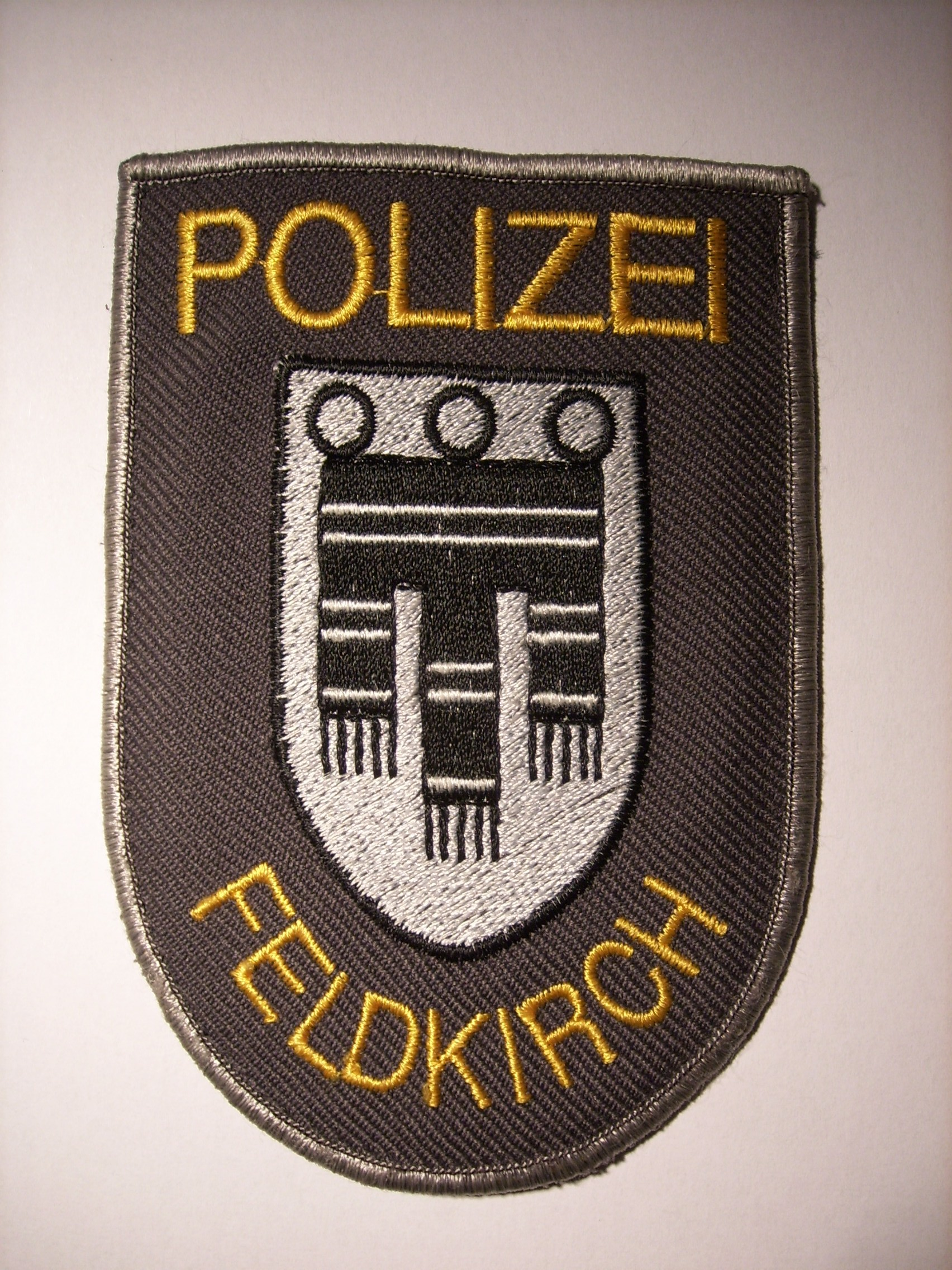
Ärmelabzeichen der Stadtpolizei Feldkirch vor der Uniformumstellung von grau auf blau

In Österreich können Gemeinden, meist Städte, einen eigenen Gemeindewachkörper gründen. Im Sicherheitspolizeigesetz werden diese Wachkörper daher auch nicht als Stadtpolizei bezeichnet, die korrekte Bezeichnung lautet Gemeindewachkörper oder Gemeindesicherheitswache. Gegenwärtig bestehen Gemeindewachkörper in rund 50 Gemeinden. Gemeindewachkörper haben neben der Bundespolizei die vollen sicherheitspolizeilichen Befugnisse innerhalb ihres Einsatzbereiches – dem Gemeindegebiet. Sie sind nicht mit den auf Gemeindeebene bestehenden Polizeiinspektionen der Bundespolizei zu verwechseln.

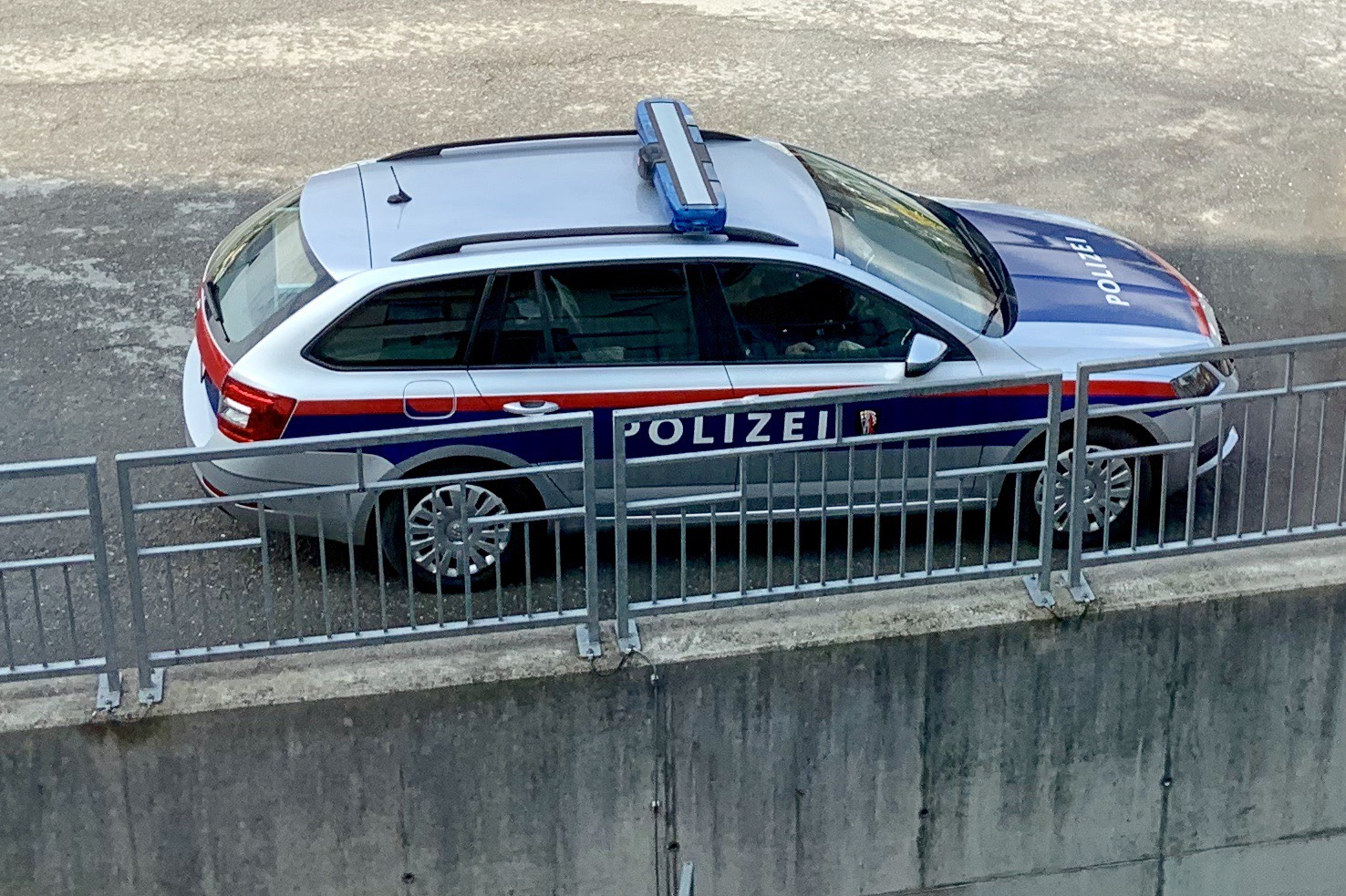
Fahrzeug der Stadtpolizei Zell am See mit der Farbgebung der Bundespolizei, allerdings mit dem Gemeinde- statt dem Bundeswappen

Die Bediensteten sind Gemeindeangestellte und rekrutierten sich früher üblicherweise aus ehemaligen Bundesgendarmerie- oder Sicherheitswachebeamten, nun aus ehemaligen Bediensteten der Bundespolizei.
In Städten, in denen die jeweilige Landespolizeidirektion zugleich Sicherheitsbehörde I. Instanz ist, darf von einer anderen Gebietskörperschaft, wie der Gemeinde, kein Wachkörper errichtet werden. Dies gilt für die meisten Statutarstädte, darunter alle Landeshauptstädte bis auf Bregenz, sowie die Bundeshauptstadt Wien. Daher sind die Mobile Überwachungsgruppe (MÜG) in Innsbruck, das Ordnungsamt Klagenfurt, die Ordnungswache Graz, die Ordnungswache in Wels und der Ordnungsdienst in Linz (Ordnungsdienst der Stadt Linz GmbH) keine Gemeindewachkörper, sondern besondere Einrichtungen, deren genaue Ausgestaltung und Befugnisse sich von Stadt zu Stadt stark unterscheiden.
Im Rahmen des Österreich-Konvents gab es auch Überlegungen, die Gemeindewachkörper abzuschaffen, mit der Begründung, tatsächlich einen einzigen, bundesweiten Wachkörper zu schaffen, um das Gewaltmonopol und damit die innere Sicherheit komplett in die Hand des Bundes zu legen. Diese Bestrebungen wurden aber aufgrund der Proteste von Seiten der Länder und des Städte- beziehungsweise des Gemeindebundes verworfen.

## Andere Staaten

### Brasilien
In ganz Brasilien kommen insgesamt mehr als 120.000 Guardas Municipais zum Einsatz. Über die Übertragung zusätzlicher Kompetenzen wird gerungen.

### Frankreich
In Frankreich heißt die Gemeinde- oder Stadtpolizei police municipale und untersteht dem Bürgermeister. Insbesondere nach dem Mord an der unbewaffneten Stadtpolizistin Clarissa Jean-Philippe wurde über eine landesweite Aufrüstung der französischen Stadtpolizeien diskutiert.

### Italien
In Italien heißt die Gemeinde- oder Stadtpolizei Polizia Municipale (b.z.w. Polizia Locale) und untersteht dem Bürgermeister oder Stadtrat. Für die rechtliche Regelung sind in diesem Bereich die italienischen Regionen oder die autonomen Provinzen (zum Beispiel Südtirol) zuständig. Die alte, heute nicht mehr gebrauchte Benennung lautete Vigili Urbani.

### Israel
In Israel werden seit einigen Jahren in Großstädten sog. Sayar-Einheiten (שיטור משולב) durch die Kommunen eingesetzt. Diese sollen insbesondere in den Abend- und Nachtstunden eine zusätzliche uniformierte Präsenz schaffen.

### Namibia
In Namibia wurde 2004 in der Hauptstadt Windhoek die Stadtpolizei Windhoek gegründet. Sie nimmt polizeiliche Aufgaben zum Erhalt der allgemeinen Sicherheit und der Verkehrssicherheit wahr.

### Niederlande
In den Niederlanden agieren seit Ende der 1990er Jahre sog. Handhaving bzw. Buitengewoon opsporingsambtenaar.

### Polen

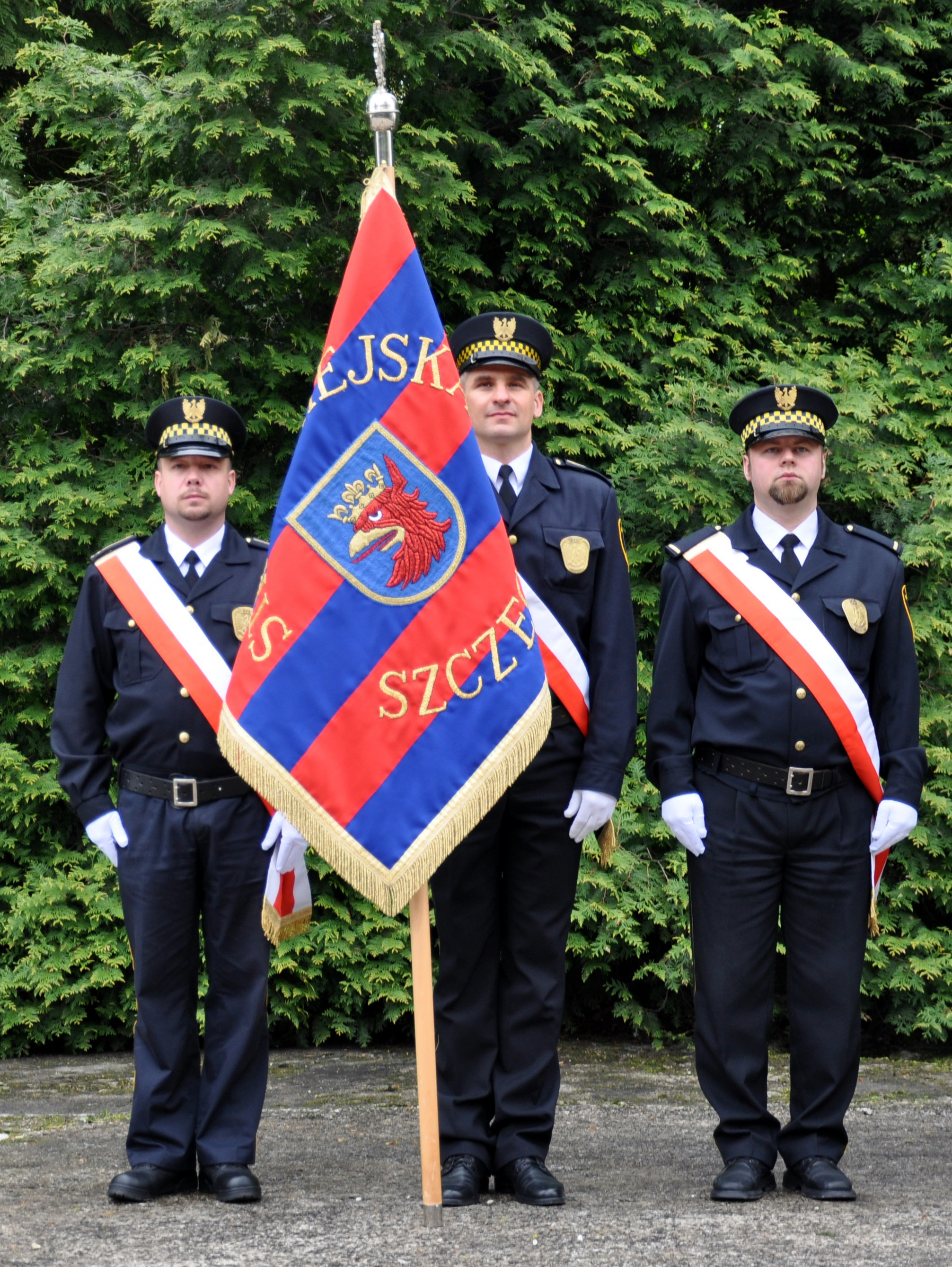
Drei Stadtpolizisten mit der Standarte der Straż miejska Szczecin

In Polen heißt die Stadtpolizei straż miejska (wörtlich Stadtwehr) sowie die Gemeindepolizei straż gminna (wörtlich Gemeindewehr) und ist landesweit unter der Telefonnummer 986 zu erreichen. Sie untersteht den jeweiligen Kommunalbehörden.

### Spanien

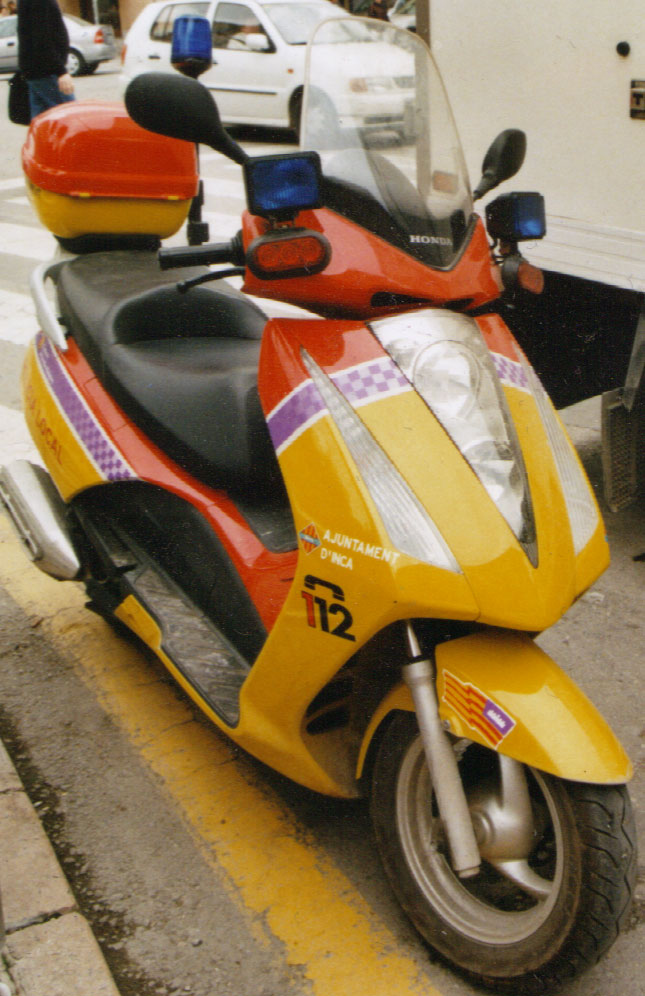
Motorroller der Policia Local Inca

In Spanien verfügen zahlreiche Städte und Gemeinden über lokale Polizeikräfte, oft Policía Local oder Policía Municipal genannt. Erwähnenswert ist die Guardia Urbana in Barcelona mit ihrem an britische Polizeiuniformen erinnernden Erscheinungsbild. Deutschsprachigen Urlaubern sind besonders die auf den Balearen, beispielsweise auf Mallorca, wie überall in Spanien verbreiteten lokalpolizeilichen Dienststellen wohlbekannt. Die Fahrzeuge dieser Polizeien sind in den mallorquinischen Inselfarben lackiert, als Abzeichen dient das jeweilige Gemeindewappen.

### Tschechien

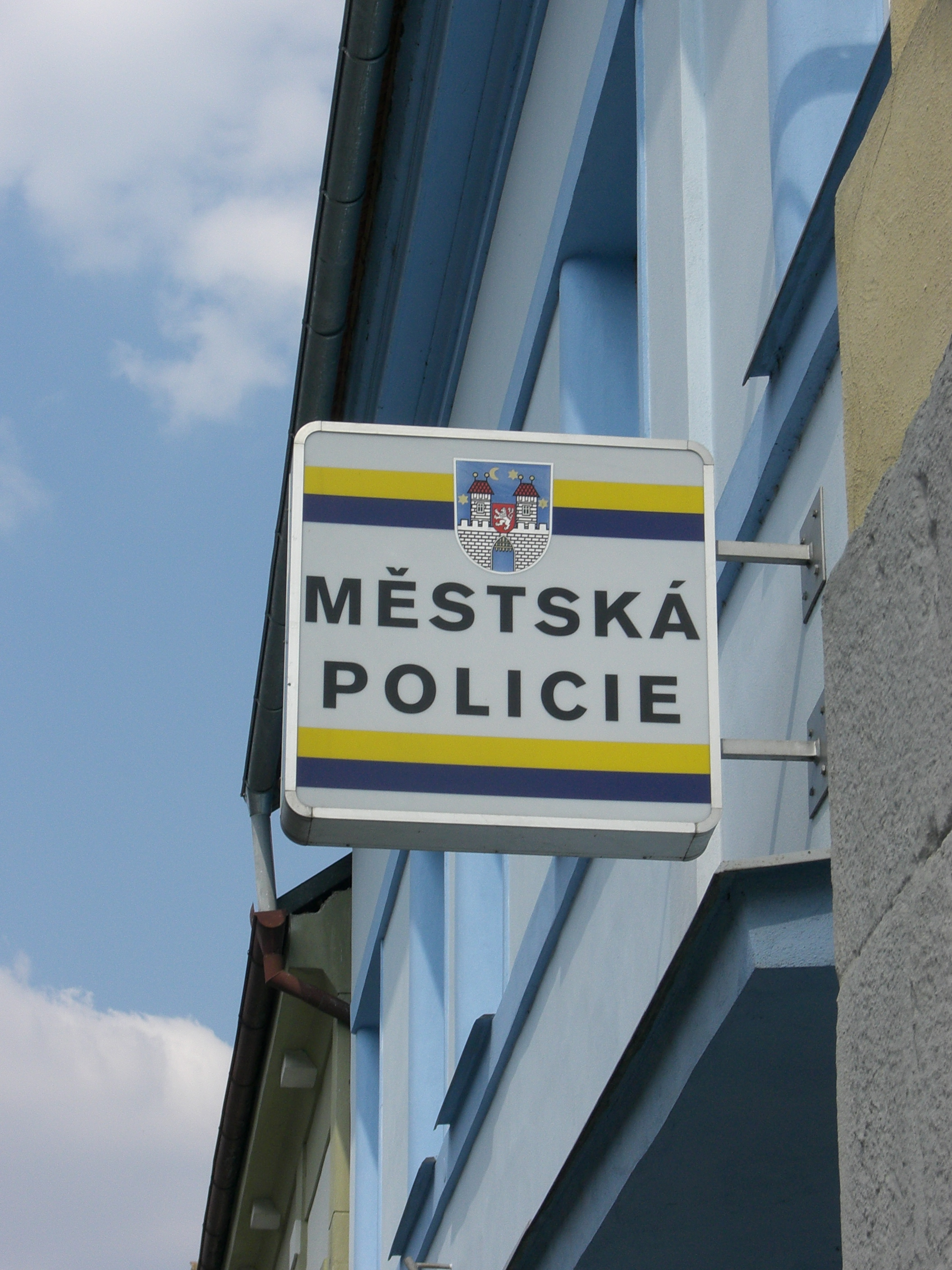
Schild der Stadtpolizei Písek

In Tschechien heißt die Stadtpolizei Městská policie (umgangssprachlich měšťáci) und in kleinen Gemeinden Obecní policie (Gemeindepolizei). Sie untersteht dem Gemeinderat der jeweiligen Kommune. Die Befugnisse der kommunalen Polizei sind, verglichen mit denen der Staatspolizei, beschränkt. Die Hauptaufgaben der Stadt-/Gemeindepolizei liegen in der Durchsetzung örtlicher Vorschriften (insbesondere Parkverbote und Geschwindigkeitsbegrenzungen) sowie die Überwachung der Einhaltung der Nachtruhe und öffentlichen Ordnung in der jeweiligen Gemeinde oder Stadt. Die Stadt-/Gemeindepolizei ist landesweit unter der Telefonnummer 156 zu erreichen (Staatspolizei 158).

### Slowakei
In der Slowakei heißt die Stadtpolizei mestská polícia und die Gemeindepolizei in kleinen Gemeinden obecná polícia. Die gesetzlichen Grundlagen und die Aufgaben der slowakischen Stadtpolizei ähneln denen der tschechischen Stadtpolizei. Landesweit ist die Stadtpolizei unter der Telefonnummer 159 zu erreichen (Staatspolizei 158).

### Vereinigte Staaten von Amerika
In den Vereinigten Staaten von Amerika werden die allgemeinen Polizeiaufgaben in beinahe allen Städten von Stadtpolizeien (Metropolitan Police Departments, veraltend auch City Marshals oder Town Marshals) übernommen.
Nur in ländlichen Gebieten, oder wenn die Stadt keine eigene Polizeibehörde eingerichtet hat, ist das County für diese Aufgaben zuständig (grundsätzlich der County Sheriff, für schwere Straftaten auch die District Attorney Investigators), auf Fernstraßen der Staat (State Police oder Highway Patrol, seltener auch State Patrol, je nach Bundesstaat). Es existieren zwar auch zahlreiche Bundespolizeien, diese sind jedoch jeweils für sehr spezielle Aufgaben von Bundesinteresse zuständig und erledigen in der Regel keine allgemeine Polizeiarbeit.
Die größte Stadtpolizei und zugleich die größte Polizeibehörde des Landes ist das New York Police Department.
Die wortwörtliche Übersetzung „Stadtpolizei“ ist also inhaltlich nicht deckungsgleich mit kommunalen Ordnungsbehörden in anderen Ländern. Sie ist insofern dahingehend zu präzisieren, dass die US-amerikanischen Stadtpolizeien nicht nur, wie in anderen Ländern, für ordnungs- und verkehrspolizeiliche Belange zuständig sind, sondern sogar die hauptsächlichen Polizeiaufgaben (inkl. Strafverfolgung) übernehmen. Die beispielsweise von den Stadtpolizeien in Deutschland rein ordnungs- und verkehrsrechtlichen Aufgaben werden in den USA eher von städtischen Hilfspolizeien oder Ordnungsbehörden (je nach Gemeinde Auxilary Police, Code Enforcement Officer oder Meter Men) übernommen werden.